# Bagism

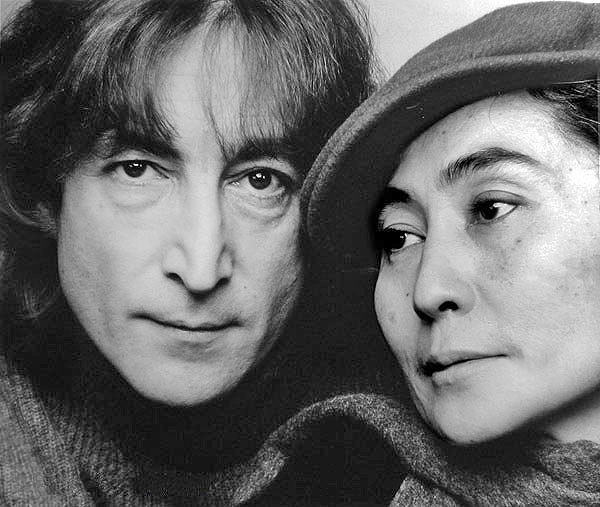
John Lennon och Yoko Ono år 1980.

Bagism är en term som skapades av John Lennon och Yoko Ono som en del av deras omfattande fredskampanj i slutet av 1960-talet. Avsikten med bagism var att satirisera fördomar och stereotyper. Bagism var att bokstavligen bära en påse över hela kroppen. Enligt Lennon och Ono kunde en person, genom att leva i en påse, inte dömas av andra på grund av hudfärg, kön, hårlängd, klädsel, ålder eller andra sådana attribut. Filosofin presenterades som en form av total kommunikation, så att istället för att fokusera på yttre tecken, skulle lyssnaren bara höra bagistens budskap.

## Syfte och ursprung
Lennon och Ono introducerade idén under en välbesökt presskonferens i Wien den 31 mars 1969 och förklarade det mer noggrant i en intervju med David Frost den 14 juni 1969. Bagism återspeglar den nyckfulla, sorglösa och ofta komiska stämningen hos Lennons och Onos övriga fredsansträngningar, såsom deras Bed-Ins. Genom att fånga uppmärksamheten hos den stora publiken med sina besynnerliga premisser, förde bagism fram ett kraftfullt socialt och politiskt budskap till världen. Som Lennon sade: "Yoko och jag är mycket villiga att vara världens clowner, om vi genom att göra det gör nytta." 
Ono sade att bagism inspirerades av temat Antoine de Saint-Exupérys i The Little Prince, som var: "Man ser det rätta endast med hjärtat, för ögonen är det väsentliga osynligt." Hon hoppades att påsen, genom att gömma hennes och John fysiska utseende, skulle göra deras väsen eller kärnan i deras budskap synliga.

## The Alchemical Wedding
Paret hade tidigare dykt upp i en påse, på The Alchemical Wedding, en sammankomst för undergroundkonstnärer, på Londons Royal Albert Hall i slutet av 1968. Händelsen lades upp av Arts Lab and BIT (Infoshop) i syfte att uppmana publiken till att vara deltagare snarare än passiva konsumenter. Lennon och Ono klättrade i en stor, svart sammetsväska på scenen, satte sig med korslagda ben, knä-mot-knä, hukade sig ner och drog igen väskan. De flyttade sig bara två gånger på 45 minuter och sjönk längre ner. Detta var en stark uppmaning till publiken.
Musiker spelade, poeter deklamerade, och John och Yoko kröp in i sin lakansliknande påse på scenen och stannade där utom synhåll under vad som verkade var en evighet. Total förvirring bröt ut när en ung kvinna i publiken klädde av sig kläderna och började dansa naken i glädje. När polis tillkallades och vakter försökte föra bort henne, började grupper av människor att solidariskt ta av sig kläderna. Det blev en reträtt, lugnet lade sig, och ingen greps. Händelsen med en naken flicka, med tillhörande foto, fyllde därefter förstasidorna i Londons kvällstidningar.

## Bagism i Lennons musik
Bagism nämns tre gånger i sånger av John Lennon. Första gången är i The Ballad of John and Yoko där han talar om att "äta chokladkaka i en påse", som kom ut vid presskonferensen i Wien, och den andra är i låten Come Together, där han sjunger "He bag production". Detta är en hänvisning till Bag Productions Ltd, Lennons PR-bolag, som fått sitt namn från bagism. Den tredje referensen finns i Give Peace a Chance, med raden "Everybody’s talkin about bagism, Shagism, dragism, Madism, Ragism, Tagism, This-ism, That-ism, ism, ism, ism."

## Efterföljd på Internet
En webbplats kallad Bagism.com skapades 1994 av Sam Choukri, ger Lennons och Beatles’ länkar, fotografier, sällsynta ljudinspelningsutdrag och videoklipp.  Webbplatsen har varit ett nav för diskussion, detaljerade diskografier, brev, artiklar, fan-konstverk och poesi, och många andra typer av innehåll.

## Senare förekomst

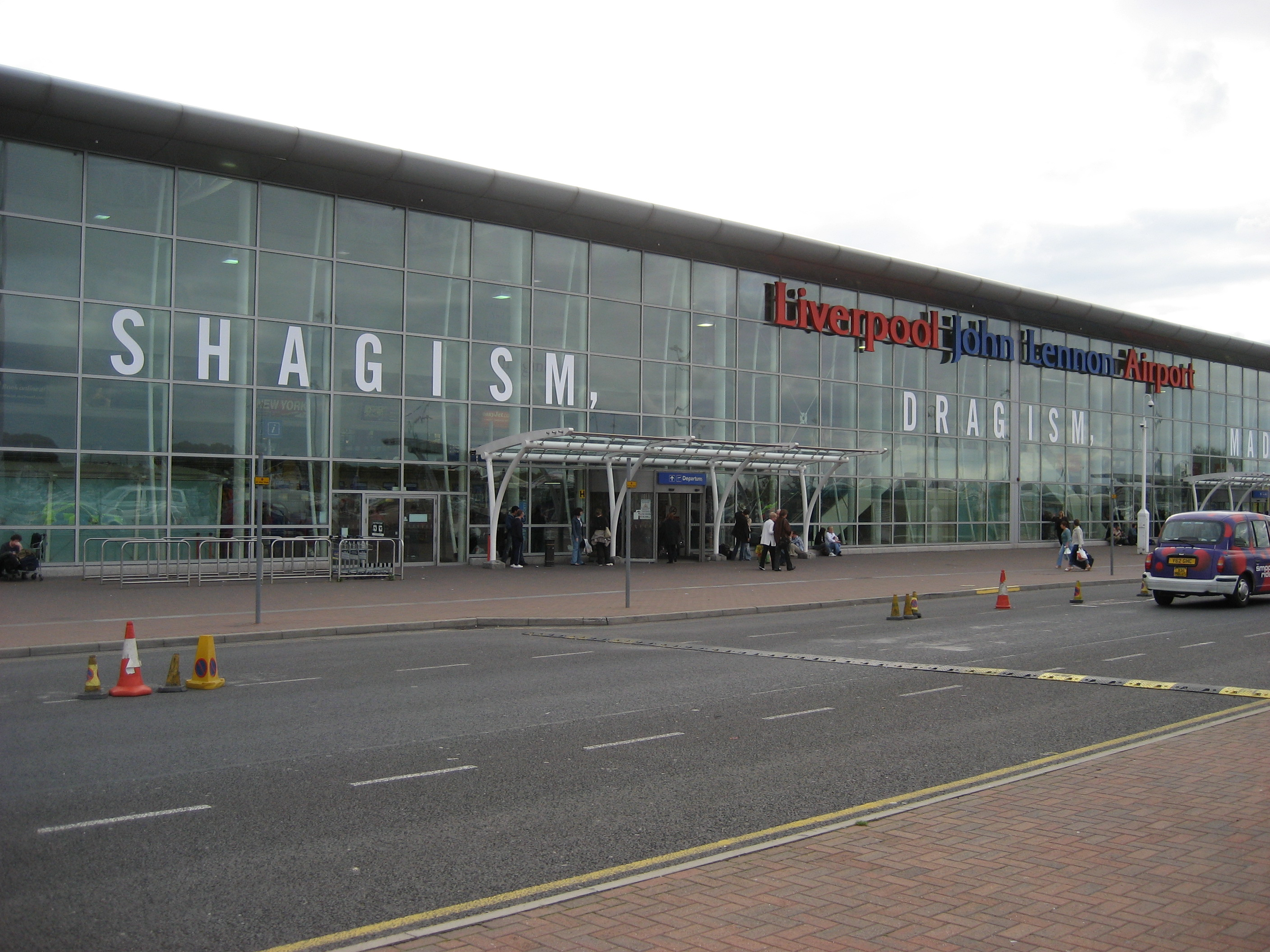
John Lennon Airport, september 2006.

År 2006 hade Liverpool John Lennon Airport orden "bagism, Shagism, Dragism, Madism, Ragism, Tagism" uppklistrade längs de främre fönstren på flygterminalen. Detta gjordes tillsammans med marknadsföringen av olika John Lennon-texter runt insidan av lokalen.
Under 2010 registrerade studiobandet Strawberry Walrus en låt med titeln "Bagism" och släppte den på sitt album This is Not Here.